# Rynek 2 (Lublin)

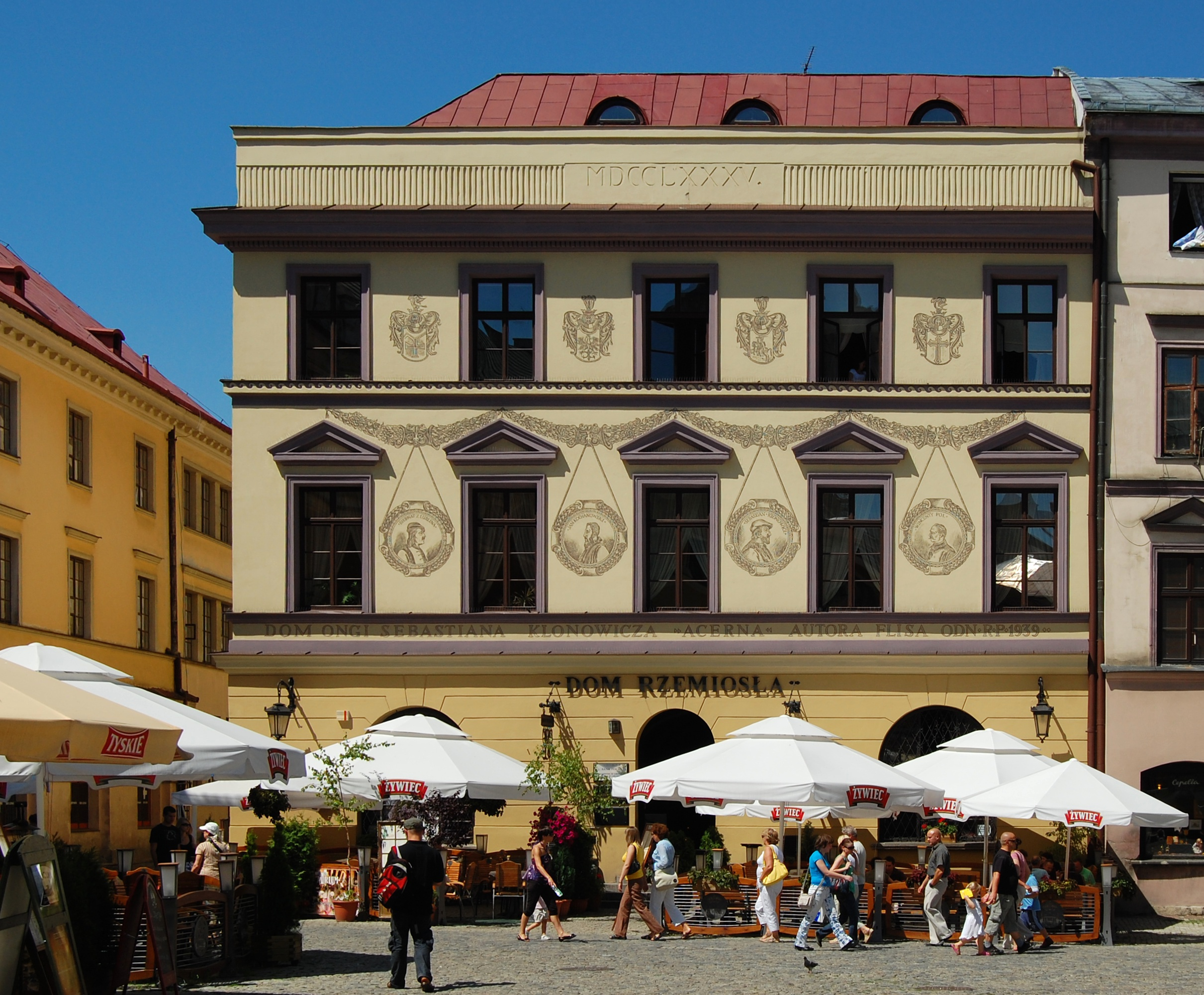
Gebäude bei Rynek 2 in Lublin

Das Gebäude an der Adresse Rynek 2 befindet sich in der historischen Altstadt von Lublin in Polen, genauer: am Marktplatz. In diesem Wohnhaus lebte der polnische Schriftsteller und Dichter Sebastian Fabian Klonowic († 1602).

## Geschichte
An der Stelle des heutigen klassizistischen Gebäudes befanden sich im 16. Jahrhundert jeweils zwei Gebäude aus Ziegelsteinen und Holz. Gegen Ende des 16. Jahrhunderts wurden diese in zwei zweigeschossige Häuser umgebaut. Zu dieser Zeit war ein Gebäude im Besitz von Jan Wiślicki, dem späteren Schwiegervater von Sebastian Klonowic. Sebastian Klonowic war ein Schriftsteller, Ratsherr von Lublin und 1600 auch Bürgermeister von Lublin. Aufgrund der Tatsache, dass er in diesem Haus lebte, wird es auch Klonowic’ Wohnhaus genannt. Im Jahr 1785 gehörten beide Gebäude auf dem Grundstück dem Bankier David Hayzler. Dieser baute beide Gebäude um und schuf die klassizistische Fassade. Das Dachgeschoss ist an der umlaufenden Mauer mit MDCCLXXXV (1785) bezeichnet. In den Jahren von 1936 bis 1939 wurde das Gebäude renoviert. Aus dieser Zeit stammen die Sgraffito Dekorationen von Jan Wodyński. Die Dekorationen zeigen Blumengirlanden und Medaillons mit Darstellungen von Wincenty Pol, Jan Kochanowski, Mikołaj Rej und Biernat aus Lublin. Im obersten Geschoss zwischen den Fenstern befinden sich Wappenkartuschen. Bei einer Renovierung Anfang des 21. Jahrhunderts wurde eine Inschrift am Erdgeschoss wiederhergestellt. Die Inschrift lautet DOM ONGI SEBASTIANA KLONOWICZA „ACERN“ AUTORA FLISA ODN. R.P. 1939 und bedeutet Das Haus von Sebastian Klonowic „Acern“ dem Autor von Flis, R.I.P. 1939. Da die Inschrift nicht im Einklang mit dem 10-jährigen Bestehen der Volksrepublik Polen war, wurde diese 1954 entfernt.